# 松村玲郎
松村 玲郎（まつむら れお、1973年11月7日 - ）は、北陸放送（MRO）の社員でアナウンサー・キャスター・司会者。

## 略歴
- 石川県河北郡内灘町出身[1]。石川県立金沢桜丘高等学校、金沢大学卒業。
- 1996年に北陸放送に入社。
- 2010年3月29日に平日夕方の報道番組で冠番組となる『レオスタ』放送開始。
- 2018年4月にアナウンス部から報道部に異動。専属キャスターとして引き続き『レオスタ』に出演し、不定期で特別番組やイベント等の司会も務めていた。
- 2023年3月31日の 『レオスタ』終了をもってキャスターを降板。同年4月以降は報道記者として後継番組『Atta』に出演することがあった。
- 2024年6月25日付けでラジオ開発部へ異動。同部長及びアナウンス室長を兼務する[2]。
- 2025年6月26日付けでアナウンス部長に就任。

## エピソード
- 身長は188cm。
- 誕生日はMROラジオのAM周波数1107kHzと同じ11月7日
- 高校時代、バスケットボール選手として石川国体（第46回）に出場した。
- 2006年に松村がインタビューした松山千春が松村のことを覚えていて、2年後（2008年）に放送された『松山千春のON THE RADIO』で松山千春が各地の放送局を振り返るコーナーで、「誰だったっけなぁ、あの北陸放送のアナウンサー、背が高くってヨ～、なかなかいい男でナ～、あいつは伸びるね」と紹介されたことをきっかけに、松村が御礼の手紙を松山に送った。その手紙を松山が番組のオープニングトークで「律儀な男だナ～」と紹介した。2008年6月に金沢で行われたコンサートでは、一曲目終わりの最初のMCで、松山が「北陸放送の松村レオ君来てるかな?」とネタに出すと、松村が思わず観客席で立ち上がって両手を振ってしまった。
- 映画番組の企画で、ディズニーアニメ『チキンリトル』日本語吹き替え版の“犬のカメラマン”役を担当したことがある。映画『花より男子ファイナル』や『しあわせのかおり』にもエキストラ出演している。
- 地元出身の大リーガー、松井秀喜（当時ニューヨーク・ヤンキース）に、過去2回単独インタビューしている。
- 2018年4月以降、アナウンス部からは離れているが、北國新聞の北陸放送アナウンサーが並ぶ広告（4月21日『民放の日』）には真ん中に大きな写真が掲載されている。
- 日曜朝の『皇室アルバム』（毎日放送制作）の提供読みはアナウンサーを離れた2021年1月現在も行っている。

## 現在の出演番組

### ラジオ
- ノコトラジオFRIDAY（2025年4月4日 - ）

## 過去の出演番組

### テレビ
- レオスタ（メインキャスター。2010年3月29日-2023年3月31日）
- 金沢発うわさの王様
- アイニイク
- いいね金沢
- 竪町吉本テレビ
- MRO NEWS ON 6（メインキャスター。2003年4月-2005年3月）
- ごちそうフライデー（メインキャスター。2005年4月-2008年9月26日）
- 映画都市シネマポリス（司会　?-2008年9月26日）
- がっぱです。（MC 2008年12月-2009年12月）
- シネマホリック（MC）
  - ワーナー・マイカル・シネマズ御経塚を中心に、県内で上映される映画の情報を伝える30分番組。MC松村は『れっちー』と名乗っていた。ハリウッドスターへの独占インタビューも時々行われた。
- ニッポンど真ん中!（旅人、ナレーター）
  - 旅人として、これまでボビー・オロゴン、さかなクン、益子直美や水野裕子などと共演している。
- 金沢百万石まつり「森の都を人がゆく」（司会、リポーター）
- 北陸新幹線金沢開業特別番組　未来へのレール～新幹線時代の幕開け（司会　2015年3月14日）
- 石川トヨタHAATグループスポーツスペシャル　金沢マラソン2015（司会　2015年11月15日）
- 石川トヨタHAATグループスポーツスペシャル　金沢マラソン2016（司会　2016年10月23日）
- 石川トヨタHAATグループスポーツスペシャル　金沢マラソン2017（司会　2017年10月29日）
- 絶好調W（2018年3月14日）
- 石川トヨタHAATグループスポーツスペシャル　金沢マラソン2018（司会　2018年10月28日）
- MROテレビ開局60周年特番 サンキューMリバディ!（司会　2018年12月1日）
- レオスタ特別編　平成のおわり　令和のはじまり（司会　2019年4月27日）
- MROテレビ報道特番　東京オリンピックを支えた石川の魂（司会　2019年7月15日）
- 石川トヨタHAATグループスポーツスペシャル　金沢マラソン2019（司会　2019年10月27日）
- MROテレビ報道特番　レールが変えた街〜北陸新幹線開業5年〜（ナビゲーター　2020年3月14日）
- 金沢百万石まつり特番　森の都を人がゆく〜激レア蔵出し映像SP〜（司会　2020年6月6日）
- MRO開局70周年記念特番　ミツケテミ！いしか輪（司会　2022年5月7日）

### ラジオ
- ぽっぷん王国ミュージックスタジアム
- げつきんワイド!おいね★どいね（火曜2部パーソナリティ）
- 今日も“シャキ”っと（パーソナリティ）
- 石川名物!GOGOは本多町3丁目（パーソナリティ）
- 好キっと土曜日!（パーソナリティ）
- ホテル高洲園 電話でカラオケ（パーソナリティ）

毎週土曜日 14:00 ‐ 14:30に放送していた。もとは「好キっと土曜日!」内の一コーナーだった。「好キっと土曜日!」の番組中12:00頃から出場者を募集し、毎週4、5人の出場者の中から「審査員特別賞」と「本日のチャンピオン」が選ばれた。審査員は石川県出身のローカル歌手らが交代で務めた。月末には「本日のチャンピオン」の中 から「月間チャンピオン」が選ばれ、「チャンピオン大会」への出場権を得た。2008年9月いっぱいで終了。
- ナイターオフ限定!夜は本多町パラダイス(?)（パーソナリティ、ナイターオフのみ放送）
- 高校野球県大会実況中継担当
- BCリーグ実況中継担当
- みゅうび～Music of Movie（毎月最終土曜日の17:30から放送）
- MROワイドFMスペシャル　夜は本多町パラダイス特別号　レオラジプラス（2016年7月21日）
- 音どけ（~2018年3月）
- おいね★どいね（金曜パーソナリティ）(~2018年3月）
- 島津悦子の歌謡ナビゲーション（同上）
- 日曜ジャーナルinいしかわ（ゲスト　2022年10月16日、23日）
- えりりん・レオのOVER THE MOON（2025年1月9日 - 2025年3月27日）

## 映画
- チキン・リトル（吹き替え）
- MIRRORLIAR FILMS Season2『巫.KANNAGI』（2022年2月18日公開）[3]